# فاضل عواد
الدكتور فاضل عواد أحمد الجنابي مطرب عراقي مشهور من مواليد بغداد - مدينة الحرية في عام 1942، يمتلك صوت جميل ودافيء ويجيد الغناء باللون البغدادي والريفي، وهو حاصل على شهادة (الدكتوراه في الأدب العربي) من الجامعة المستنصرية، لذلك كان قد أجاد نظم الشعر الفصيح إلى جانب الشعر الشعبي، لحن الكثير من الأغاني، ومن اهتماماته الأخرى الضرب على الإيقاعات والأداء الصوفي إضافة إلى العزف على آلة العود.

## عن حياته
تخرج فاضل عواد من الثانوية بدرجات عالية. وعلى الرغم من ذلك، قدم في 1965 للدراسة في معهد إعداد المعلمين قرب قبر الملك في الأعظمية. خريج هذا المعهد يصبح معلم ابتدائية، لا أكثر. وعندما لاحظ مدير المعهد خليل أحمد جلو معدله العالي الذي يخوله دخول أية كلية يشاء في جامعة بغداد، أوشك أن يرفض قبوله في المعهد لولا تبرير فاضل بقوله، أنا من عائلة فقيرة محتاجة. في هذا المعهد يوجد قسم داخلي مجاني، الذي سيوفر على أهلي مصاريف أكلي وشربي وسكني. بالإضافة إلى ذلك، أستطيع إرسالهم الخمسة دنانير راتبي الشهري الذي ستمنحوه لي خلال دراستي، وخلال دراسته كان فاضل عواد كثير الغياب بسبب انشغاله بالأذاعة والتلفزيون ولكن، عندما جلبه المعاون ليواجه مدير المعهد خليل جلو لغرض فصله من المعهد لتجاوز غياباته الحد المقرر، رفض خليل جلو توقيع قرار فصله بعد أن إطلع على الدرجات العالية التي كان فاضل عواد يحوز عليها. من بعد ذلك، تم استثناء فاضل عواد من الالتزام بحضور الدروس ما دامت درجات امتحاناته لا تزال عالية.

## بدايته
يعد فاضل عواد مطرب من أهم مطربي الأغنية السبعينية بسبب تميز صوته بشجن اخاذ وعذوبة لاتخطئها الاذن ابداً. فاضل لعبت المصادفة والحظ دوراً في شهرته نهاية الستينات من خلال أغنية (لا خبر) ذائعة الصيت. هذه الاغنية لحنها الفنان الراحل (حسين السعدي) بنفسه لكن الإذاعة رفضتها فأراد توريط فاضل بها لانه لايعلم بمسألة رفضها لذا حين تقدم بها رفضت أيضاً! لكن الملحن الراحل ياسين الراوي الذي كان يقدم ويعد برنامجاً للهواة أخذ بيد فاضل عواد واغنيته لاخبر فقدمها وحصل على موافقة لبثها باعتبار ان برنامجه للهواة وليس للمحترفين وحين ثبت الاغنية انطلقت في سماء الشهرة والمجد وجعلت فاضل عواد من أشهر مطربي العراق وصارت الاغنية في الاعراس والمناسبات وقدمتها إحدى الاذاعات أكثر من عشرين مرة متتالية. وهكذا حصد نجمهة على نحو لم تشهده الاغنية العراقية مع مطرب آخر. فاضل عواد قدم بعد ذلك باقة من أجمل الأغاني العراقية مثل "يا نجوم صيرن كلايد" و"يا شموع" و"اتنه اتنه" و"حاسبينك" وهلو وامنة نهل وغيرها.
في أواخر التسعينات قرر فاضل مغادرة البلاد بلا رجعة ولانه يحمل شهادة الدكتوراه في اللغة العربية سافر إلى ليبيا للتدريس في جامعاتها وما زال يعمل هناك ويزور القطر بين اونة وأخرى لكنه لايرغب في الظهور الاعلامي. بدأ الغناء هاوياً في حدائق السكك ببغداد مع زميله الفنان سعدون جابر وتقدم إلى برنامج ركن الهواة عام 1967 لينضم إلى الكورس الغنائي لفرقة الأنشاد العراقية وحقق حلم حياته بالوقوف خلف المطرب العراقي الكبير «محمد القبانجي»، وسجل فيما بعد مجموعة من الأغاني الخاصة به وكانت من أغانيه الأوائل (لا خبر لا جفية لا حامض حلو لا شربت) والتي حققت نجاحاً باهراً عراقياً وعربياً بحيث كانت تردد في أغلب البيوت العراقية وفي الاعراس والمناسبات.
قدم كثير من أعماله الغنائية باللغة الفصحى، وكانت لديه مواويل باللغة الفصحى، وسجل للإذاعة عملاً غنائياً لإحدى القصائد الشاعر العربي «ابن زيدون».
كذلك ألف وأنشد القصائد الصوفية في التكية القادرية الكسنزانية، وبقي منشدا هناك من سنة 1978 - 1987 ثم عاد إلى الإنشاد مرة أخرى سنة 1995.
عند بداية التسعينات كانت الساحة الغنائية تشهد تغيراً كبيراً وظهرت في موجة جديدة من الغناء الحديث أدى إلى بزوغ أسماء جديدة في الساحة الغنائية وأفول نجم فاضل عواد وزملاؤه مثل ياس خضر وحميد منصور وحسين نعمة وسعدون جابر الذين سيطروا على ساحة الغناء العراقي خلال فترة السبعينيات ومعظم فترة الثمانينيات.
وبسبب تدهور حالته المادية وعدم الاهتمام به من قبل المسؤولين ذلك الوقت هجر فاضل عواد الغناء وأتجه للعمل في مجال التدريس في ليبيا للفترة بين 1995 - 2005. وقد أثرت الغربة كثيراً على حياته كثيرا، ومع أنه ترك الغناء هناك إلا أنه ظل ينظم الشعر واخذ ينشر قصائده في جريدة «الدرونيل» في مدينة بني وليد الليبية واشترك في كثير من المهرجانات الشعرية، وكذلك اشترك في عمل فني مع مؤسسة الاجاويد الفنية في طرابلس التي يديرها الاعلامي المعروف علي الكيلاني قدم في مهرجان القاهرة للكرافيك، عاد عام 2005 إلى العراق وهو حالياً يدرس التصوف والبلاغة القرآنية والأدب العربي الإسلامي في كلية الشيخ محمد الجامعة (كلية السلام الجامعة حاليا) بمحافظة بغداد بوظيفة معاون عميد الجامعة.